# مجموعه فرهنگی تاریخی طینوج
مجموعه فرهنگی تاریخی طینوج مربوط به دوره صفوی - دوره قاجار است و در شهرستان قم، روستای طینوج واقع شده و این اثر در تاریخ ۹ اردیبهشت ۱۳۸۲ با شمارهٔ ثبت ۸۶۲۶ به‌عنوان یکی از آثار ملی ایران به ثبت رسیده است.